# IAI Harpy
A Harpia IAI é uma loitering munition (também conhecida por drone suicida) construída pela Israel Aerospace Industries. Destinada a atacar sistemas de radar, bem como suprimir defesas aéreas inimigas (SEAD), é equipado com uma carga explosiva. Foi vendido para vários países estrangeiros, incluindo Coreia do Sul, Turquia, Índia e China.

## História
Várias cópias foram vendidas por Israel para a China em 1994 por aproximadamente $ 55 milhões. Em 2004, os Estados Unidos exigiram que Israel rompesse o contrato e recuperasse os drones, com o objetivo de restringir as transferências de armas avançadas e tecnologia militar para a China . Porém, a Harpia não possui nenhuma tecnologia americana. Em 2005, os drones foram devolvidos à China, sem terem sido atualizados. O incidente ajudou a esfriar as relações entre Israel e os Estados Unidos.

## Operadores[2]
- Azerbaijão
- Alemanha
- Índia
- Israel
- Cazaquistão
- Coreia do Sul
- Turquia
- Singapura
- Uzbequistão